# Arcieparchia di Sidone dei melchiti
L'arcieparchia di Sidone dei melchiti (in latino: Archieparchia Sidoniensis Graecorum Melkitarum) è una sede della Chiesa cattolica greco-melchita in Libano suffraganea dell'arcieparchia di Tiro. Nel 2022 contava 44.000 battezzati. È retta dall'arcieparca Elie Bechara Haddad, B.S.

## Territorio
L'arcieparchia estende la sua giurisdizione sui fedeli greco-melchiti dei distretti di Sidone e Shuf in Libano.
Sede arcieparchiale è la città di Sidone, dove si trova la cattedrale di San Nicola.
Il territorio è suddiviso in 63 parrocchie.

## Storia
Sidone fu sede di un'antica comunità cristiana, risalente agli albori del cristianesimo; la presenza di un vescovo è attestata storicamente per la prima volta al primo concilio di Nicea del 325. In epoca crociata fu sede di una diocesi di rito latino.
A partire dal 1683 si annoverano vescovi melchiti in comunione con Roma. Primo eparca cattolico fu Efthymios Saïfi, fondatore dell'Ordine basiliano del Santissimo Salvatore dei melchiti.
Inizialmente era unita con l'arcieparchia di Tiro; le due sedi furono separate verso la metà del XVIII secolo (nel 1752 circa).
Il 18 novembre 1964 l'eparchia è stata elevata al grado di arcieparchia.

## Cronotassi dei vescovi
Si omettono i periodi di sede vacante non superiori ai 2 anni o non storicamente accertati.
- Euthymios Michael Saifi † (1683 - 8 ottobre 1723 deceduto)
- Ignatius El Beyrouthy † (1724 - 1752 dimesso)
- Basilios Jelghaf † (1755 - 23 luglio 1764 nominato eparca di Beirut)[1]
- Michel (Athanasios) Jawhar, B.S. † (1764 - 30 marzo 1789 confermato patriarca di Antiochia)
  - Sede vacante (1789-1795)
- Agapios Matar, B.S. † (1795 - 24 luglio 1797 confermato patriarca di Antiochia)
- Gabriel (Athanase) Matar, B.S. † (1800 - 14 agosto 1813 eletto patriarca di Antiochia)
  - Sede vacante (1813-1822)
- Helias (Basilios) Khalil † (2 febbraio 1822 consacrato - 20 luglio 1836 deceduto)
- Theodose Qayyoumgi † (20 dicembre 1836 consacrato - 1886 deceduto)
- Basilios Haggiar, B.S. † (16 giugno 1887 - 16 febbraio 1916 deceduto)
- Athanase Khoriaty, B.S. † (14 marzo 1920 - 24 gennaio 1931 deceduto)
- Gabriele (Nicola) Nabaa, B.S. † (22 novembre 1931 - 15 dicembre 1946 deceduto)
- Basilios Khoury, B.S. † (15 marzo 1947 - 25 agosto 1977 ritirato[2])
- Michel Hakim, B.S. (25 agosto 1977 - 13 ottobre 1980 nominato esarca apostolico del Canada)
- Ignace Raad † (9 settembre 1981 - 18 settembre 1985 dimesso)
- Georges Ibrahim Kwaïter, B.S. † (23 luglio 1987 - 9 ottobre 2006 ritirato)
- Elie Bechara Haddad, B.S., dall'11 ottobre 2006

## Statistiche
L'arciparchia nel 2022 contava 44.000 battezzati.
| anno | popolazione | popolazione | popolazione | presbiteri | presbiteri | presbiteri | presbiteri                | diaconi | religiosi | religiosi | parrocchie |
| anno | battezzati  | totale      | %           | numero     | secolari   | regolari   | battezzati per presbitero | diaconi | uomini    | donne     | parrocchie |
| ---- | ----------- | ----------- | ----------- | ---------- | ---------- | ---------- | ------------------------- | ------- | --------- | --------- | ---------- |
| 1950 | 16.000      | ?           | ?           | 25         | 13         | 12         | 640                       |         | 95        | 47        | 58         |
| 1970 | 26.000      | 200.000     | 13,0        | 109        | 14         | 95         | 238                       |         | 96        |           | 56         |
| 1980 | 37.250      | ?           | ?           | 25         | 11         | 14         | 1.490                     |         | 23        |           | 52         |
| 1990 | 8.500       | ?           | ?           | 12         | 8          | 4          | 708                       |         | 4         | 5         | 25         |
| 1999 | 25.000      | ?           | ?           | 30         | 12         | 18         | 833                       |         | 18        | 25        | 50         |
| 2000 | 25.000      | ?           | ?           | 32         | 14         | 18         | 781                       |         | 18        | 25        | 41         |
| 2001 | 25.000      | ?           | ?           | 31         | 13         | 18         | 806                       |         | 18        | 28        | 50         |
| 2002 | 25.000      | ?           | ?           | 35         | 15         | 20         | 714                       |         | 20        | 30        | 50         |
| 2003 | 26.000      | ?           | ?           | 42         | 22         | 20         | 619                       |         | 53        | 33        | 50         |
| 2004 | 27.000      | ?           | ?           | 42         | 22         | 20         | 642                       |         | 59        | 35        | 50         |
| 2009 | 28.000      | ?           | ?           | 40         | 20         | 20         | 700                       |         | 39        | 42        | 53         |
| 2010 | 32.000      | ?           | ?           | 45         | 25         | 20         | 711                       |         | 49        | 44        | 53         |
| 2014 | 42.000      | ?           | ?           | 34         | 27         | 7          | 1.235                     |         | 14        | 60        | 63         |
| 2017 | 44.500      | ?           | ?           | 43         | 36         | 7          | 1.034                     |         | 14        | 9         | 63         |
| 2020 | 45.000      | ?           | ?           | 43         | 36         | 7          | 1.046                     |         | 14        | 9         | 63         |
| 2022 | 44.000      | ?           | ?           | 44         | 37         | 7          | 1.000                     |         | 14        | 9         | 63         |